# Кылар, Кайя
Ка́йя Кы́лар (эст. Kaja Kõlar; 19 февраля 1953, Белая Холуница, СССР — 15 сентября 1994, Таллин, Эстония) — советская и эстонская певица. Дочь дирижёра Эриха Кылара и пианистки Леэло Кылар.

## Биография
Родилась в городе Белая Холуница Кировской области РСФСР.
Кайя пела как со своей сестрой Эле Кылар (Ele Kõlar), которая с 2005 года живёт в Самарканде и работает в медресе Тилля-Кари, так и сольно. Вместе они пели в ансамблях «Радар» и «Андромеда». В 1983 году Кайя пела с ансамблем «Верасы».

## Смерть
В 1988 году во время гастролей на Кубе Кылар поранила ногу, у неё началось заражение крови. Вследствие травмы у Кылар развилась меланома, и она умерла после почти семилетней борьбы с раком. Похоронена на таллинском кладбище Метсакальмисту.